# Пискунов, Алексей Николаевич
Алексей Николаевич Пискунов (10 января 1959 года) — советский и российский футболист, игрок в мини-футбол. Тренер.
Воспитанник ФШ «Динамо» Москва, в 1975—1979 годах играл за дублирующий состав клуба. В 1980—1996 годах играл в первой (1982—1986, 1987—1989, 1993—1994), второй (1980—1982, 1987, 1990, 1992), второй низшей (1990) и третьей (1994, 1996) лигах первенств СССР и России. Выступал за команды «Сатурн» Рыбинск (1980—1982), «Шинник» Ярославль (1982—1986, 1987—1990), «Красная Пресня»/«Асмарал» (1987, 1990), «Геолог» Тюмень (1989), «Динамо» Ставрополь (1989), «Шахтёр» Караганда (1990), «Интеррос»/«Техинвест-М» Московский (1992—1994), «Автомобилист» Ногинск (1994, 1996). Играл в финале Кубка Москвы 1991 за «КСМ-24».
Играл за чехословацкий клуб «Вагонка» Попрад (1990/91) и гонконгский «Хэппи-Вэлли» (1994/95).
Выступал за московские мини-футбольные клубы «КСМ-24» и «Спартак».
Окончил ГЦОЛИФК (преподаватель физической культуры, 1975—1980).
Ветеран труда (2014), отличник физической культуры и спорта (2015).
Работает тренером в ГБУ «СШОР № 27 „Сокол“» Москомспорта. С марта 2019 — главный тренер ФК «Экспресс» дивизиона «А» чемпионата Москвы.